# Прапор Бродівського району
Пра́пор Бро́дівського райо́ну є офіційним символом району поряд з гербом району та штандартом голови районної ради. Положення про символи затверджено рішенням Бродівської районної ради від 26.07.2001 р. № 206. 
Автори герба  — Уляна Гречило та Андрій Гречило.

## Опис
Прапор району являє собою прямокутне полотнище зі співвідношенням ширини до довжини 2:3, на якому зображений хрест, розділений посередині вертикально; від древка поле жовте, хрест — синій, а з вільного краю поле — червоне, хрест — білий; у центрі хреста — лілія в обернених кольорах.

## Значення символіки
Розподіл і колористика полотнища прапора символізує географічне розташування Брідщини на межі Галичини і Волині (у ХІІ—ХІІІ ст. територія району входила до складу Луцької землі Володимирського князівства, пізніше — до Львівської землі Руського воєводства (у т. ч. до 1569 р. тут проходив кордон між Польською короною та Великим князівством Литовським, а з 1772 по 1918 рр. — кордон між Австрійською та Російськими імперіями)), що значно впливало на економічний та історичний розвиток регіону. Знаком Волині є срібний хрест у червоному полі, Галичину уособлює синій хрест у золотому полі, разом вони становлять єдине історичне ціле. Знак лілеї фігурує у гербі міста Бродів і вказує на значення адміністративного центру, біло-синій колір лілеї є відповідником порядності, благородства і чистоти.